# 25413 Dorischen
25413 Dorischen (tên chỉ định: 1999 VE39) là một tiểu hành tinh vành đai chính. Nó được phát hiện bởi dự án Nghiên cứu tiểu hành tinh gần Trái Đất Lincoln ở Socorro, New Mexico, ngày 10 tháng 11 năm 1999. Nó được đặt theo tên Doris Chen, a finalist ở Cuộc thi tìm kiếm Tài năng Khoa học trẻ Intel năm 2009.